# Cessna 162
Cessna 162 Skycatcher – lekki samolot sportowy i turystyczny amerykańskiej firmy Cessna. Skycatcher został oblatany 13 października 2006 roku. Samolot może zabrać na swój pokład 2 osoby.

## Historia
Cessna 162 Skycatcher została oblatana w październiku 2006 roku. Samolot wyposażono w system nawigacji Garmin G300. By zmniejszyć cenę, wnętrze samolotu jest dość skromne.
13 października 2006 prototyp samolotu Cessna 162 po raz pierwszy wystartował z lotniska McConnell Air Force Base. Samolot leciał z prędkością 210 km/h. W czerwcu 2007 rozpoczęła się produkcja seryjna.
Podczas testowania samolotu 18 września 2008 w Douglass w stanie Kansas prototyp Cessny 162 rozbił się.

## Silnik
Samolot wyposażono w silnik Continental O-200D o mocy 74,6 kW, który wystarcza na osiągnięcie maksymalnej prędkości 218 kilometrów na godzinę.

## Konstrukcja
Samolot ma aluminiową konstrukcję górnopłatu i wyposażony jest w pojedynczy silnik. Cessna 162 w 2007 została wyposażona w nowoczesne skórzano-materiałowe siedzenia.